# فرودگاه آلبنگا
فرودگاه آلبنگا (به انگلیسی: Albenga Airport) (به زبان بومی: Aeroporto di Albenga) یک فرودگاه همگانی با کد یاتا ALL است که یک باند فرود آسفالت دارد و طول باند آن ۱۴۲۹ متر است. این فرودگاه در شهر آلبنگا کشور ایتالیا قرار دارد و در ارتفاع ۴۵ متری از سطح دریا واقع شده‌است.